# NGC 2204
NGC 2204 (również OCL 572 lub ESO 556-SC7) – gromada otwarta znajdująca się w gwiazdozbiorze Wielkiego Psa. Odkrył ją William Herschel 6 lutego 1785 roku. Jest położona w odległości ok. 8,6 tys. lat świetlnych od Słońca.